# Tapetenmotte
Die Tapetenmotte (Trichophaga tapetzella) ist ein Schmetterling (Nachtfalter) aus der Familie der Echten Motten (Tineidae).

## Merkmale
Die Vorderflügel der Tapetenmotte sind zweifarbig: An der Flügelwurzel (Ansatz am Körper) sind die Vorderflügel dunkelbraun, etwa ab der Mitte der Flügellänge beginnt die weißliche Farbe. An den Flügelspitzen finden sich einige dunkle Punkte im weißen Grund. Das Insekt hat eine Körpergröße von etwa 10 mm, dies entspricht der Flügelspannweite. Die Hinterflügel tragen einen Haarsaum.

## Verbreitung
Die Tapetenmotte ist weltweit verbreitet, nach Australien wurde sie aus Versehen eingeschleppt.

## Habitat
In der Natur ist die Tapetenmotte in Vogelnestern anzutreffen, in menschlichen Behausungen als Schädling von Textilien. In beheizten Wohnungen kommen sie das ganze Jahr über vor und sind dort in der Lage, in einem Jahr mehrere Generationen zu bilden. Der Schutz vor Tapetenmotten entspricht im Wesentlichen den Schutzmaßnahmen gegen den Befall durch die Kleidermotte.

## Nahrung der Raupen
Die Raupen der Tapetenmotte ernähren sich in der Natur von den Federn der Vögel, in deren Nester sie abgelegt wurden. In den Wohnungen befallen und zerstören sie Wollstoffe und Pelzwaren, darüber hinaus auch Möbelüberzüge. Selbst in gelagertem Guano wurden sie schon aufgefunden.